# André Boucourechliev
André Boucourechliev, né le 28 juillet 1925 à Sofia (Bulgarie) et mort le 13 novembre 1997 à Boulogne-Billancourt, est un compositeur, critique et musicographe d'origine bulgare, devenu français par naturalisation.

## Biographie
Il étudie la composition à Sofia, puis à l'École normale de musique de Paris. Après un passage au Domaine musical de Pierre Boulez, il travaille à Milan, puis revient à Paris au sein du Groupe de recherches musicales (Pierre Schaeffer).
Il a également une activité d'enseignant au conservatoire national de Paris, comme suppléant d'Olivier Messiaen, et à l'université d'Aix-en-Provence.
Il commence la composition avec plusieurs pièces électroacoustiques. Son œuvre se caractérise souvent par une liberté laissée aux interprètes de disposer de séquences prédéfinies, obligeant ainsi à une écoute réciproque (ainsi Archipels regroupant Archipel (1967-70) et Anarchipel (1970), ou Ombres  (1970) œuvre dont le matériau est constitué d'extraits des quatuors de Beethoven). Il travaille également la voix et ses modulations déformées lors de mixages sur bande magnétique (Thrène).
Il a aussi composé la musique d'un opéra, Le nom d'Œdipe, sur un livret d'Hélène Cixous, représenté pour la première fois le 26 juillet 1978 au Festival d'Avignon.
Il est l'auteur de plusieurs ouvrages musicologiques, notamment sur Schumann, Debussy, Beethoven, Stravinsky et Chopin.
André Boucourechliev était l'époux de Jeanne Bayet, fille de Jean Bayet, latiniste, membre de l'Académie des inscriptions et belles-lettres, et sœur de Claire Salomon-Bayet, philosophe et historienne des sciences.

## Compositions
Son catalogue comprend 31 opus :
- Musique à trois (1957-58), pour flûte (aussi piccolo), clarinette (Op. 1)
- Texte I (1958), pour bande magnétique (2 pistes) (Op. 2)
- Sonate (1959), pour piano (Op. 3)
- Texte II (1959), pour bande magnétique (2 pistes) (Op. 4)
- Grodek (1963), pour soprano, flûte et trois percussions (Op. 5) d'après Georg Trakl
- Musiques Nocturnes (1965), pour clarinette, harpe et piano (Op.6)
- Archipel 1 (1967), pour deux pianos et deux percussions (ou deux pianos seuls) (Op. 7)
- Archipel 2 (1968), pour quatuor à cordes (op. 8)
- Archipel 3 (1969), pour piano et six percussions (Op. 9)
- Archipel 4 (1970), pour piano (Op. 10)
- Anarchipel/Archipel 5 (1972), pour ensemble instrumental (Op. 11)
- Ombres (Hommage à Beethoven) (1970), pour douze (ou vingt-quatre) cordes (Op. 12)
- Tombeau (1971), pour clarinette en la et percussion ou piano (Op. 13)
- Faces (1972), pour deux orchestres (Op. 14)
- Amers (1973), pour dix-neuf instruments (Op. 15), d'après l’œuvre homonyme et dédiée à Saint-John Perse
- Thrène (1974), pour bande magnétique (Op. 16)
- Concerto (1975), pour piano et orchestre (Op. 17)
- Six Études d'après Piranèse (1975), pour piano (Op. 18)
- Le nom d’Œdipe (1978), opéra (Op. 19)
- Trois extraits du "Nom d’Œdipe", (1978) pour soprano, piano, 2 gongs (joués par le pianiste) et bande magnétique (Op. 20)
- Orion I (1979), pour piano (Op. 21)
- Ulysse (1980), pour flûte et percussion (ou flûte d’accompagnement) (Op. 22)
- Orion II (1982), pour piano (Op. 23)
- Orion III (1982), pour piano (Op. 24)
- Nocturnes (1984), pour clarinette (en la et si bémol) et piano (Op. 25)
- Lit de Neige (1984), pour soprano et dix-neuf instruments (Op. 26)
- Le Miroir, Sept répliques pour un opéra possible (1987), pour mezzo-soprano et orchestre (Op. 27)
- La chevelure de Bérénice (1987), pour ensemble instrumental (20 instrumentistes) (Op. 28)
- Miroir 2 (Cinq pièces pour quatuor à cordes) (1989), pour quatuor à cordes (Op. 29)
- Quatuor III (1994), pour quatuor à cordes (Op. 30)
- Trois fragments de Michel-Ange, pour soprano, flûte (et flûte en sol) et piano (Op. 31)

## Livres
- Schumann, Paris, Éditions du Seuil, coll. « Microcosme, Solfèges », 1956, 191 p.
- Beethoven, Paris, Éditions du Seuil, coll. « Microcosme, Solfèges », 1963, 191 p.
- Igor Stravinsky, Paris, Fayard, coll. « Les Indispensables de la Musique », 1982, 427 p.
- Essai sur Beethoven, Actes Sud, 1991, 158 p.
- Le langage musical, Paris, Fayard, coll. « Les Chemins de la Musique », 1993, 186 p.
- Dire la musique, Paris, Minerve, coll. « Musique Ouverte », 1995, 206 p.
- Regard sur Chopin, Paris, Fayard, coll. « Les Chemins de la Musique », 1996, 182 p.
- Debussy. La révolution subtile, Paris, Fayard, coll. « Les Chemins de la Musique », 1998, 123 p. (ISBN 5-243-60030-X)

## Discographie
- Archipel 4 - Catherine Collard, piano - 1972, Philips [6521 005]
- Les Archipels (Archipel 1 à 5) - Roland Auzet, Jean-Pierre Drouet, percussion ; Håkon Austbø, François-Frédéric Guy, Claude Helffer, Georges Pludermacher, piano ; Elisabeth Chojnacka, clavecin ; Françoise Rieunier, orgue ; Brigitte Sylvestre, harpe ; Ensemble de percussions Les Pléïades - 1995, MFA Radio France [MFA 216001]
- Quatuor III, Miroir 2, Archipel II - Quatuor Ysaÿe - 2001, aeon, [AECD 0102]
- Orion II, Orion III, Trois fragments de Michel-Ange, Grodek - Ensemble Télémaque - 2003, Lyrinx, [LYR 2209]
- Thrène, Texte I, Texte II, Concerto pour piano - Claude Helffer, piano; Orchestre national de France, direction : Ivo Malec - 2004, CD GRM INA [C 2025]. Couverture du CD: Hommage à André Boucourechliev, œuvre du peintre Jean Legros.